# Momena Ibrahimi
Momena Ibrahimi   (Afganistan, 1993), també dita Momena Karbalayee, és una expolicia i activista pels drets de les dones afganesa, resident al Regne Unit. El desembre de 2021 va aparèixer en la llista 100 Women que elabora anualment la cadena BBC. Momena va ser, el 2017, la primera dona en exercir de policia al districte de Kajran, província de Daykundi, al centre de l'Afganistan.
El 6 de setembre de 2009, el cap de la comisaria de Kajran i superior d'Ibrahimi, Mohammad Khan Baluch, va ordenar-li mantenir relacions amb un oficial amic seu, que es trobava de visita a la ciutat. Davant la negativa de Momena, Baluch va colpejar-la i violar-la.
Va portar el cas davant la justícia, però el jutge va sobreseure el cas el 2020. Mesos després, Momena va cometre un intent de suïcidi, no reeixit. Va presentar un recurs davant els tribunals i ha denunciat pressions per part de les autoritats polítiques i policials per retirar la denúncia.
Ibrahimi ha declarat que el seu cas havia de servir per donar visibilitat a la situació que viuen les dones al seu país, en especial a l'alt percentatge de dones policies que pateixen assetjament sexual per part de companys i superiors.
L'agost de 2021, a causa de l'arribada dels talibans afganesos al poder, Momena Ibrahimi va haver d'exiliar-se al Regne Unit.